# Sample-and-Hold-Schaltung
Eine Sample-and-Hold-Schaltung (kurz: S&H), im Deutschen auch als Abtast-Halte-Glied bzw. Abtast-Halte-Schaltung bzw. Momentanwertabtastung bezeichnet, ist eine elektronische Vorrichtung, die es erlaubt, analoge Spannungswerte kurzzeitig auf einem definierten Wert zu halten. Eine solche Schaltung hat einen Steuereingang, einen Signaleingang und einen Signalausgang. Mit dem Steuereingang wird zwischen Abtast- und Haltephase umgeschaltet; so wird bestimmt, ob das Ausgangssignal dem Eingangssignal folgt (Abtastphase) oder festgehalten wird (Haltephase). Wichtige Kenngrößen sind Einstellzeit, maximale Anstiegsgeschwindigkeit und Haltedrift.

## Anwendungen

Signalverlauf einer Sample-and-Hold-Schaltung 0. Ordnung, in rot dargestellt; in grau das analoge Eingangssignal. Obwohl die Abtastphasen (gestrichelte Linien) hier kaum darstellbar kurz sind, sind sie doch lang genug, um ein Folgen der Ausgangsspannung sicherzustellen.

Im eingeschalteten Zustand folgt die Ausgangsspannung der Sample-and-Hold-Schaltung der Eingangsspannung. Im ausgeschalteten Zustand hält die Sample-and-Hold-Schaltung mit nullter Ordnung den Wert, den die Eingangsspannung im Augenblick des Abschaltens hatte, wie in nebenstehender Abbildung dargestellt. Sample-and-Hold-Schaltungen mit höherer Ordnung können auch andere Werte als einen Momentanwert liefern. Beispielsweise liefert eine Sample-and-Hold-Schaltung erster Ordnung den arithmetischen Mittelwert der analogen Eingangsspannung im Messintervall.
Die Schaltung wird meist vor einem Analog-Digital-Umsetzer eingesetzt, welcher die Quantisierung durchführt, aber auch zur Synchrondemodulation von Signalen. In praktischen Analog-Digital-Umsetzern ist die Sample-and-Hold-Schaltung meist integriert, wodurch ein niedrigerer Preis, ein geringerer Platzbedarf und eine gemeinsame Spezifikation beider Komponenten gewährleistet wird.
Der Einsatz einer Abtast-Halte-Schaltung erlaubt eine korrekte Wandlung auch bei schnellen Änderungen der Eingangsspannung, die ohne Abtast-Halte-Schaltung zu falschen Wandlungsergebnissen führen würden. Nur bei sich – verglichen mit der Konversionsdauer – sehr langsam ändernden Spannungen kann gegebenenfalls auf die Abtast-Halte-Schaltung verzichtet werden.
Wenn die Sample-Frequenz unter der doppelten Frequenz der Messspannung liegt, spricht man von Unterabtastung. Die Schaltung entspricht dann einem Abwärts-Mischer der Hochfrequenztechnik.
Im Synchrondemodulator kann man extrem geringe Wechselspannung bekannter Frequenz messen, wenn man die Eingangsspannung mit einer S&H-Schaltung nur dann abtastet, wenn die zu messende Spannung den Maximalwert erreicht haben müsste. Störspannungen zu anderen Zeitpunkten werden dann ignoriert.
Einen Spezialfall bildet die Anwendung der Sample-and-Hold-Technik in Flüssigkristallanzeigen (LCD). In Aktiv-Matrix-Displays entspricht jedes Bildelement (Pixel) einer elektrischen Kapazität C1, welche zur dynamischen Bilddarstellung periodisch bei jeder sequenziellen Bildansteuerung entsprechend dem gewünschten Grauton aufgeladen wird. Um während der Abtastpause die Spannung genügend gut halten zu können, wird jedem LC-Pixel eine zusätzliche elektrische Kapazität C2 in Dünnschichttechnik parallelgeschaltet, so dass eine Kapazität von C = C1 + C2 resultiert. Als Schalter S ist jeder Kapazität C pro Pixel ein Dünnschicht-Feldeffekttransistor vorgeschaltet. Diese Technik erlaubt die Darstellung von Videobildern hoher Auflösung und wird deshalb bei LCD-Fernsehern und Computermonitoren eingesetzt. Wegen der Abtastpausen kann es bei raschen Bildwechseln zu Unschärfe (engl. motion blur) kommen.
In der Systemtheorie kann die mathematische Übertragungsfunktion der Sample-and-Hold-Schaltung (auch Halteglied nullter Ordnung oder ZOH-Glied (Zero-Order-Hold) genannt) zur Diskretisierung zeitkontinuierlicher Übertragungsfunktionen genutzt werden (Methode siehe unten).

## Aufbau und Wirkungsweise

Schematische Anordnung eines Abtast-Halte-Gliedes

Das zentrale Element der Abtast-Halte-Schaltung ist ein Kondensator. Er hält in der Haltephase die Ausgangsspannung auf einem möglichst konstanten Wert. Hinzu kommt ein elektronischer Schalter, welcher die Abtast- und Haltephase bestimmt.
Ist der Schalter geschlossen, wird der Kondensator über einen Impedanzwandler aufgeladen. Der Impedanzwandler verhindert eine zu hohe Belastung der Spannungsquelle und damit eine Verfälschung des Messergebnisses. Um die Spannung am Ausgang möglichst lange erhalten zu können, wird dem Kondensator ein Spannungsfolger nachgeschaltet.
Nach Schließen des Schalters steigt die Ausgangsspannung nicht sofort auf den Wert der Eingangsspannung, sondern nur mit einer begrenzten Anstiegsgeschwindigkeit (Slew Rate). Diese wird durch den maximalen Ausgangsstrom des Impedanzwandlers und die Größe des Kondensators bestimmt. Hat die Spannung am Kondensator den Wert der Eingangsspannung erreicht, beginnt ein Einschwingvorgang. Die Dauer des Einschwingvorgangs wird maßgeblich durch die Dämpfung des Impedanzwandlers und den Widerstand des Schalters im geschlossenen Zustand bestimmt. Die Zeit, die benötigt wird, bis die Ausgangsspannung auf den Wert der Eingangsspannung innerhalb der vorgegebenen Toleranz {\displaystyle \epsilon } schwingt, wird als Einstellzeit {\displaystyle t_{E}} (Acquisition Time) bezeichnet.
{\displaystyle t_{E}=R_{\text{Schalter}}\cdot C\cdot {\begin{cases}4{,}6&{\text{mit}}\ \epsilon =0,01\\6{,}9&{\text{mit}}\ \epsilon =0{,}001\\\end{cases}}}
Ist der Schalter geöffnet, hält der Kondensator bzw. der Spannungsfolger die Ausgangsspannung auf dem Wert, der vor dem Öffnen am Eingang anlag.
Die Zeit, die benötigt wird, um in den Halte-Zustand zu wechseln, wird Aperture-Zeit {\displaystyle t_{A}} (Aperture Delay) bezeichnet. Die Aperture-Zeit schwankt bedingt durch Variationen im Verhalten des Schalters. Die Schwankungen werden als Aperture-Jitter {\displaystyle \Delta t_{A}} bezeichnet.

## Verhalten
Aufgrund verschiedener Störeinflüsse weicht das Verhalten realer Sample-and-Hold-Schaltungen vom idealen Verhalten ab. Hier eine kurze Liste der zu beobachtenden Effekte.
- Droop oder Haltedrift

Die wichtigste Größe im Haltezustand ist die Haltedrift (Droop). Sie wird durch den Entladestrom {\displaystyle I_{L}} des Kondensators bestimmt, der sich aus dem Sperrstrom des Schalters, dem Eingangsstrom des Impedanzwandlers und dem Selbstentladestrom des Kondensators zusammensetzt.
{\displaystyle {\frac {\Delta U_{a}}{\Delta t}}={\frac {I_{L}}{C}}}
Während sich bei der Einstellzeit ein kleiner Kondensator positiv auswirkt, wirkt sich ein kleiner Kondensator im Falle der Entladung über den Schalter und den Spannungsfolger am Ausgang negativ aus. Hier gilt es, zur Bestimmung des idealen Werts des Kondensators, genau zwischen den Vor- und Nachteilen abzuwägen, und einen geeigneten Kompromiss zu erzielen.
- Hold Step

Die Ausgangsspannung {\displaystyle U_{a}} bleibt beim Umschalten in den Halte-Zustand nicht unbedingt auf dem aktuellen Wert der Eingangsspannung. Ein Spannungssprung {\displaystyle \Delta U_{a}} (Hold Step) mit einem anschließenden Einschwingvorgang kann auftreten. Dies ist dadurch bedingt, dass beim Umschalten ein Teil der Kondensatorladung über die Kapazität des Schalters abfließt.
{\displaystyle \Delta U_{a}={\frac {C_{\text{Schalter}}}{C}}\Delta U_{\text{Schalter}}}
- Feedthrough oder Durchgriff

Ein weiteres Problem ist der Durchgriff (Feedthrough). Dieser entsteht dadurch, dass die Kapazität des geöffneten Schalters mit der Speicherkapazität einen kapazitiven Spannungsteiler bildet, auf den die Spannung am Eingang einwirkt.
- Parasitäre Effekte des Kondensators

Da bei Kondensatoren die Ladung aus den Elektroden mit der Zeit in das Dielektrikum wandert, muss man sich ein dem Kondensator parallel geschaltetes RC-Glied, bestehend aus einem hochohmigen R' (im Gigaohmbereich) und einem C' < C vorstellen. Bei einem Spannungssprung der Größe {\displaystyle \Delta U} kommt es daher zu einer nachträglichen Spannungsänderung {\displaystyle \Delta U'}:
{\displaystyle \Delta U'=\Delta U{\frac {C'}{C}}}
Wie ausgeprägt dieser Effekt ist, hängt maßgeblich von dem verwendeten Dielektrikum ab. Polycarbonat (PC), Polyethylenterephthalat (PET) und keramische Dielektrika weisen hier schlechte Eigenschaften auf. Daher werden in diskret aufgebauten Abtast-Halte-Schaltungen Kondensatoren mit einem Dielektrikum aus Polytetrafluorethylen (Teflon, PTFE), Polystyrol (PS) oder Polypropylen (PP) verwendet.

## Halteglied nullter Ordnung (Bildbereich)
Sowohl im zeitkontinuierlichen (s), als auch im zeitdiskreten (z) Bildbereich existieren entsprechende Modellierungsmöglichkeiten eines Abtast-Halte-Glieds, welche sich aus Sprungfunktion und Totzeitglied zusammensetzen. Eine wichtige Anwendung dieser Modelle ist der Übergang einer zeitkontinuierlichen (s-Bereich) zu einer zeitdiskreten Übertragungsfunktion (z-Bereich).

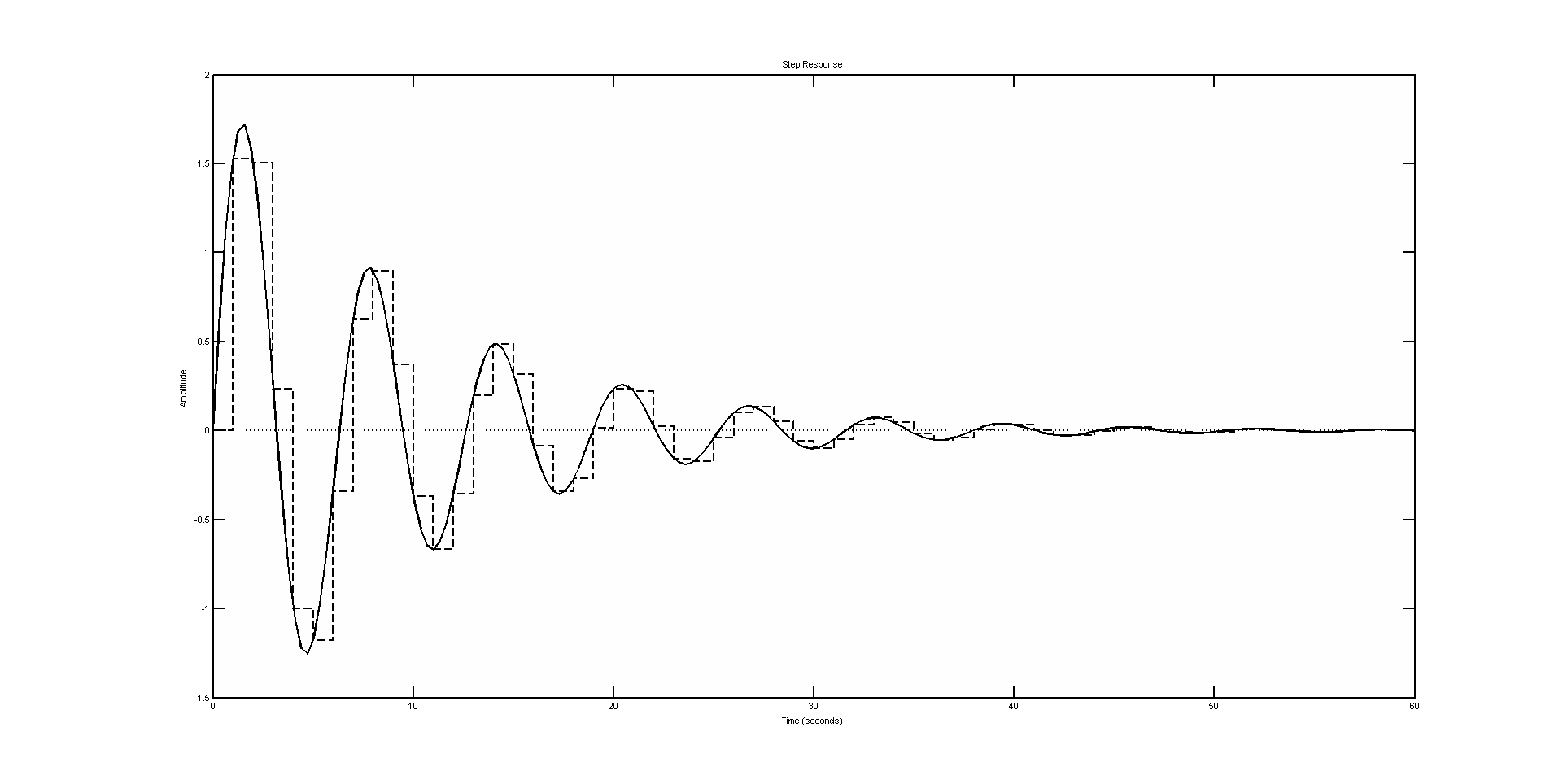
Sprungantworten von G1(s) und G1(z)

Im Laplace-Bildbereich lautet die Übertragungsfunktion des Halteglieds nullter Ordnung:
{\displaystyle H(s)={\frac {1}{s}}\cdot (1-e^{-s\cdot T_{0}})\,.}
Um den Übergang in den zeitdiskreten Bereich zu machen, wird {\displaystyle H(s)} mit einer zu diskretisierenden Systemfunktion {\displaystyle G(s)} multipliziert. Anschließend wird die z-Transformation durchgeführt:
{\displaystyle H(z)\cdot G(z)=Z\lbrace H(s)\cdot G(s)\rbrace =Z\left\{(1-e^{-s\cdot T_{0}})\cdot {\frac {G(s)}{s}}\right\}\,.}
Dabei entspricht der Ausdruck {\displaystyle e^{-s\cdot T_{0}}} dem zeitkontinuierlichen Totzeitglied, dessen z-Transformierte {\displaystyle z^{-1}} (Verzögerung um 1 Sample) ist.
Somit vereinfacht sich der zu transformierende Ausdruck zu:
{\displaystyle G_{h}(z)=(1-z^{-1})\cdot Z\left\{{\frac {G(s)}{s}}\right\}\,.}
{\displaystyle G_{h}(z)} ist dabei die zeitdiskrete Variante (h für "hold") von {\displaystyle G(s)}. Die resultierende Funktion kann nun in die allgemeine Form einer LTI-System z-Übertragungsfunktion gebracht werden (durch Koeffizientenvergleich), wodurch bei der Diskretisierung eine rekursive Systemstruktur erzielt wird, also ein IIR-System:
{\displaystyle G_{h}(z)={\frac {b_{0}+b_{1}\cdot z^{-1}+b_{2}\cdot z^{-2}+\dots +b_{M}\cdot z^{-M}}{a_{0}+a_{1}\cdot z^{-1}+a_{2}\cdot z^{-2}+\dots +a_{N}\cdot z^{-N}}}\,.}
Der Aufwand bei der Herleitung ist bei Systemen höherer Ordnung sehr intensiv, allerdings bieten Programmpakete im Bereich der Signalverarbeitung (MATLAB / Octave) Befehle zur Umwandlung. Implementierungen für die gesamte Prozedur sind bereits vorhanden. Als Beispiel soll die Übertragungsfunktion (2. Ordnung)
{\displaystyle G_{1}(s)={\frac {2s}{s^{2}+0{,}2s+1}}}
mithilfe des mathematischen ZOH-Glied-Modells mit einer Software für diesen Zweck (MATLAB / Octave) diskretisiert werden. Dazu muss eine Angabe zur gewünschten Abtastzeit {\displaystyle T_{0}} gemacht werden, diese wird hier {\displaystyle T_{0}=1s} gesetzt:
```
transferfunktion
 
=
 
tf
([
2
 
0
],
 
[
1
 
0.2
 
1
]);

c2d
(
transferfunktion
,
 
1
,
 
'zoh'
)

```

Die resultierende zeitdiskrete Übertragungsfunktion ist:
{\displaystyle G_{1}(z)={\frac {Y(z)}{X(z)}}={\frac {1{,}526z-1{,}526}{z^{2}-0{,}9854z+0{,}8187}}\,.}
Wobei {\displaystyle Y(z)} der Systemausgang und {\displaystyle X(z)} der Systemeingang ist. Noch ist die Übertragungsfunktion nicht kausal, da sie nicht auf vorherige Eingangswerte zugreifen würde, sondern auf zukünftige Eingangswerte. Deshalb wird Zähler und Nenner jeweils noch durch {\displaystyle z^{2}} dividiert, wodurch sich folgende Übertragungsfunktion ergibt:
{\displaystyle G_{1}(z)={\frac {Y(z)}{X(z)}}={\frac {1{,}526z^{-1}-1{,}526z^{-2}}{1-0{,}9854z^{-1}+0{,}8187z^{-2}}}\,.}
Eine Umstellung führt zu:
{\displaystyle Y(z)(1-0{,}9854z^{-1}+0{,}08187z^{-2})=X(z)(1{,}526z^{-1}-1{,}526z^{-2})\,.}
Auflösen der eingeklammerten Ausdrücke:
{\displaystyle Y(z)-Y(z)\cdot 0{,}9854z^{-1}+Y(z)\cdot 0{,}08187z^{-2}=X(z)\cdot 1{,}526z^{-1}-X(z)\cdot 1{,}526z^{-2}\,.}
Da {\displaystyle z^{-n}} eine Verzögerung um {\displaystyle n} Samples darstellt und die Z-Transformation linear ist ergibt die Transformation in den diskreten Zeitbereich für den Wert des momentanen Samples:
{\displaystyle y[n]=1{,}526x[n-1]-1{,}526x[n-2]+0{,}985y[n-1]-0{,}08187y[n-2]\,.}
Diese Prozedur hat den Übergang einer s-Übertragungsfunktion (welche wiederum eine Differentialgleichung ist) zu einer Differenzengleichung ermöglicht. Dies wurde durch die Verwendung eines mathematischen Modells von einem ZOH-Glied ermöglicht. Anwendung findet dieses Verfahren in der digitalen Regelungstechnik, um einen Übergang zwischen analogen zu digitalen Regelkreisgliedern herzustellen. Ein alternatives Verfahren hierzu ist die Bilineare Transformation.
In der Zeichnung sieht man die Einheitssprungantworten der beiden Systeme. Man erkennt, dass die diskrete Systemfunktion den exakten Wert der kontinuierlichen Systemfunktion über die Samplezeit {\displaystyle T_{0}} hält. Auch bei sehr großen Abtastzeiten wird der exakte Wert des kontinuierlichen Systems gehalten.

## Bausteine
| Typ     | Hersteller             | Kondensator Kapazität | Kondensator Aufbau | Einstell- zeit | Auflösung | Anstiegs- geschwin- digkeit | Haltedrift | Technologie |
| ------- | ---------------------- | --------------------- | ------------------ | -------------- | --------- | --------------------------- | ---------- | ----------- |
| LF398   | diverse                | 10 nF                 | extern             | 20 µs          | 10 Bit    | 0,5 V/µs                    | 3 mV/s     | Bipolar-FET |
| LF398   | diverse                | 1 nF                  | extern             | 4 µs           | 10 Bit    | 5 V/µs                      | 30 mV/s    | Bipolar-FET |
| AD585   | Analog Devices         | 100 pF                | intern             | 3 µs           | 12 Bit    | 10 V/µs                     | 0,1 V/s    | Bipolar     |
| SHC5320 | Burr Brown             | 100 pF                | intern             | 1,5 µs         | 12 Bit    | 45 V/µs                     | 0,1 V/s    | Bipolar     |
| SHM20   | Datel                  | 100 pF                | intern             | 1 µs           | 12 Bit    | 45 V/µs                     | 0,1 V/s    | Bipolar     |
| CS3112  | Crystal                |                       | intern             | 1 µs           | 12 Bit    | 4 V/µs                      | 1 mV/s     | CMOS        |
| CS31412 | Crystal                |                       | intern             | 1 µs           | 12 Bit    | 4 V/µs                      | 1 mV/s     | CMOS        |
| AD781   | Analog Devices         |                       | intern             | 0,6 µs         | 12 Bit    | 60 V/µs                     | 10 mV/s    | Bipolar-MOS |
| AD782   | Analog Devices         |                       | intern             | 0,6 μs         | 12 Bit    | 60 V/µs                     | 10 mV/s    | Bipolar-MOS |
| AD684   | Analog Devices         |                       | intern             | 0,6 μs         | 12 Bit    | 60 V/µs                     | 10 mV/s    | Bipolar-MOS |
| HA5330  | Harris                 | 90 pF                 | intern             | 0,5 µs         | 12 Bit    | 90 V/µs                     | 10 mV/s    | Bipolar     |
| AD783   | Analog Devices         |                       | intern             | 0,2 µs         | 12 Bit    | 50 V/µs                     | 20 mV/s    | Bipolar-MOS |
| LF6197  | National Semiconductor | 10 pF                 | intern             | 160 ns         | 12 Bit    | 145 V/µs                    | 0,6 V/s    | Bipolar-FET |
| HA5351  | Harris                 |                       | intern             | 50 µs          | 12 Bit    | 130 V/µs                    | 100 V/s    | Bipolar     |
| AD9100  | Analog Devices         | 22 pF                 | intern             | 16 ns          | 12 Bit    | 850 V/µs                    | 1 kV/s     | Bipolar     |
| SHM12   | Datel                  | 15 pF                 | intern             | 15 ns          | 12 Bit    | 350 V/µs                    | 0,5 kV/s   | Bipolar     |
| AD9101  | Analog Devices         |                       | intern             | 7 ns           | 10 Bit    | 1800 V/µs                   | 5 kV/s     | Bipolar     |
| SHC702  | Burr Brown             |                       | intern             | 0,5 µs         | 16 Bit    | 150 V/µs                    | 0,2 V/s    | Hybrid      |
| SP9760  | Sipex                  |                       | intern             | 0,35 µs        | 16 Bit    | 160 V/µs                    | 0,5 V/s    | Hybrid      |
| SHC803  | Burr Brown             |                       | intern             | 0,25 µs        | 12 Bit    | 160 V/µs                    | 0,5 V/s    | Hybrid      |
| SHC49   | Datel                  |                       | intern             | 0,16 µs        | 12 Bit    | 300 V/µs                    | 0,5 V/s    | Hybrid      |
| HS9730  | Sipex                  |                       | intern             | 0,12 µs        | 12 Bit    | 200 V/µs                    | 50 V/s     | Hybrid      |
| SHM43   | Datel                  |                       | intern             | 35 ns          | 12 Bit    | 250 V/µs                    | 1 V/s      | Hybrid      |
| SHC601  | Burr Brown             |                       | intern             | 12 ns          | 10 Bit    | 350 V/µs                    | 20 V/s     | Hybrid      |
| HTS0010 | Analog Devices         |                       | intern             | 10 ns          | 8 Bit     | 300 V/µs                    | 50 V/s     | Hybrid      |

1. 1 2  Vierfaches Abtast-Halte-Glied
2. ↑  Zweifaches Abtast-Halte-Glied